# Scopula bonaventura
Scopula bonaventura är en fjärilsart som beskrevs av W. Warren 1897. Scopula bonaventura ingår i släktet Scopula och familjen mätare. Inga underarter finns listade.